# Дука Нестонг
Дука Нестонг (умро после 1360.) је био серски кефалија педесетих година 14. века. Био је један од посланика српског цара Душана (1331-1355) који су у Авињону преговарали о склапању црквене уније са католичком црквом. 

## Биографија
Дука је био у служби Српског царства још у време цара Душана. Помиње се 1354. и 1357. године у Серу. Дука се 1354. године налазио међу царевим посланицима који су путовали у Авињон. Након пораза кога су Душановом војсковођи Градиславу Бориловићу нанеле турске снаге емира Орхана у служби Јована Кантакузина код Димотике, српски цар је настојао да се са папом договори око склапања црквене уније и организовању крсташког рата против Турака. Српска патријаршија се у том тренутку налазила у сукобу са Цариградском. Цариградски патријарх Калист (1350-1353) је изрекао званичну осуду, којом је изопштио српског цара и патријарха, а црквени раскол отклоњен је тек током владавине кнеза Лазара. Душану је, стога, било лакше да прихвати унију са католичком црквом. Од 1309. године папе су столовале у Авињону те је цар тамо послао представнике међу којима је и Дука Нестонг. Поред Нестонга, у посланству су били и Божидар (дворски судија) и Дамјан из Котора (апокрисијарх). Посланство није постигло жељене резултате, а српски цар је убрзо умро. Нестонг се 1357. године помиње на месту серског кефалије. Он 1360. године више није био кефалија јер се јавља са титулом великог папије. Припадао је кругу интелектуалне елите, а написао је и велику хронику. Учествовао је у раду васељенског суда у спору око међа између Алипијског манастира и Дуке Коресиса. Коресис је успео да докаже власништво над спорним територијама.